# Barbra Streisand's Greatest Hits
Barbra Streisand's Greatest Hits è un album di raccolta della cantante e attrice statunitense Barbra Streisand, pubblicato nel 1970 dalla Columbia Records.

## Tracce
Side 1
1. People
2. Second Hand Rose
3. Why Did I Choose You
4. He Touched Me
5. Free Again
6. Don't Rain on My Parade

Side 2
1. My Coloring Book
2. Sam, You Made the Pants Too Long
3. My Man
4. Gotta Move
5. Happy Days Are Here Again